# Identidade

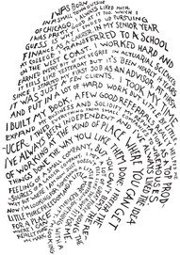
Identidade

Identidade é o conjunto de características próprias e exclusivas com os quais se podem diferenciar pessoas, animais, plantas e objetos inanimados uns dos outros, quer diante do conjunto das diversidades, quer ante seus semelhantes mudando em função da reação social.
Sua conceituação interessa a vários ramos do conhecimento, tais como História, Sociologia, Antropologia, Direito, entre outros, e que tem portanto diversas definições, conforme o enfoque que se lhe dê, podendo ainda haver uma identidade individual ou coletiva, falsa ou verdadeira, presumida ou ideal, perdida ou resgatada.

## Diversidade de conceitos
- Para a sociologia, identidade é o compartilhar de várias ideias e ideais de um determinado grupo. Alguns autores, como Karl Mannheim, elaboram um conceito em que o indivíduo forma sua personalidade, mas também a recebe do meio onde realiza sua interação social.
- Para a antropologia, a identidade consiste na soma nunca concluída de um aglomerado de signos, referências e influências que definem o entendimento relacional de determinada entidade, humana ou não humana, percebida por contraste, ou seja, pela diferença ante as outras, por si ou por outrem. Portanto, identidade está sempre relacionada à ideia de alteridade, ou seja, é necessário existir o outro e seus caracteres para se definir então por comparação e diferença.
- Para a medicina legal, consiste numa série de exames feitos no vivo ou no morto, onde se apuram, no ser humano, a raça, sexo, estatura, idade, dentição, peso e conformação corpórea, sinais particulares (má-formações, cicatrizes, tipo sanguíneo, feições faciais etc.)
- Na filosofia, a identidade constitui objeto de cogitações por variados pensadores e correntes filosóficas, e seu conceito varia, portanto, de acordo com os mesmos.[carece de fontes?]
- Para o direito, a identidade constitui-se num conjunto de caracteres que, delimitados legalmente, tornam a pessoa ou um bem individuado e particularizado, diferenciando-o dos demais, e como tal sujeito a direitos e/ou deveres.
- Para bancos de dados orientados a objeto, o conceito de identidade é utilizado para identificar unicamente objetos dentro de uma base de dados. Dessa forma, cada objeto possui um OId (do inglês Object Identifier) que identifica unicamente um objeto durante todo o seu ciclo de vida. Os OIds nunca mudam durante o tempo de vida de um objeto, e também nunca são reutilizados. OIds podem ser implementados logicamente ou fisicamente.